# 聖なる森の家
『聖なる森の家』（せいなるもりのいえ、英題：The Forest House）は、1994年、マリオン・ジマー・ブラッドリーによるアメリカのフェミニズムファンタジー小説である。
『アヴァロンの霧』の前史にして、滅びんとするケルト人の運命を描きファンタジー小説。 
日本語訳は、1994年11月30日から1995年1月31日までに早川書房（ハヤカワ文庫）より3分冊で発売された。

## 書誌一覧
- 聖なる森の家1 白き手の巫女 （1994年11月30日発売） ISBN 4-15-020200-1
- 聖なる森の家2 龍と鷲の絆 （1994年12月31日発売） ISBN 4-15-020201-X
- 聖なる森の家3 希望と栄光の王国 （1995年1月31日発売） ISBN 4-15-020202-8
  - 著者 - マリオン・ジマー・ブラッドリー
  - 翻訳 - 岩原明子